# Chiasmodon subniger
Chiasmodon subniger är en fiskart som beskrevs av Garman, 1899. Chiasmodon subniger ingår i släktet Chiasmodon och familjen Chiasmodontidae. Inga underarter finns listade i Catalogue of Life.